# Nowy Jaworów
Ne doit pas être confondu avec Nowy Jawor.
Nowy Jaworów est une localité polonaise de la gmina de Jaworzyna Śląska, située dans le powiat de Świdnica en voïvodie de Basse-Silésie.